# قابلية أنظمة النجوم الثنائية للسكن

مخطط توضيحي لنظام ثنائي مع كوكبين من نوع-S ومن نوع-P.

تعتبر الكواكب الموجودة في أنظمة نجمية ثنائية مرشحة لإحتواء الحياة الفضائية، توجد العديد من العوامل مختلفة المصادر لتحديد قابلية الكوكب على السكن في الأنظمة الثنائية، حيث يقدر مبدئياً أن حوالي نصف النجوم أو أكثر تشكل ثنائيات مع نجوم أخرى، مع أن هذا التقدير يمكن أن يعزى جزئياً إلى إنحياز العينة حيث أن النجوم المرئية والتي تبدو ضخمة ومشعة هي في الغالب نجوم ثنائية يمكن ملاحظتها وتصنيفها بشكل أسهل، بشكل مختلف في تحليل أكثر دقة تم إقتراح أن النجوم الخافتة الشائعة في الغالب هي نجوم فردية أي أن حوالي ثلثي كافة الأنظمة النجمية هي نجوم فردية.
المسافة الفاصلة بين النجمين في النظام الثنائي قد تقصر حتى أقل من وحدة فلكية واحدة أو تكون كبيرة تصل إلى عدة مئات من الوحدات الفلكية، في الحالات التي تكون فيها النجوم بعيدة تأثيرات الجاذبية على كوكب يدور حول أحد النجمين ستكون مهملة تقريباً، وقابليته على السكن ستبقى مناسبة ما لم يكن له مدار بشذوذ عالي (كحالة نمسيس على سبيل المثال)، لكن بالواقع لا يمكن لبعض المدارات أن توجد لأسباب ديناميكية حيث أن الكوكب قد يفلت من النظام أو يتم نقله إلى مستوى مدار داخلي أو خارجي مختلف، بينما تُظهر المدارات الأخرى تحدي كبير لتكوين أي محيط حيوي بسبب الفارق الكبير في درجات الحرارة المحتملة على طول المدار، وإذا كانت مسافة الفصل بين النظام قريبة من مسافة الكوكب قد يكون من المستحيل وجود مدار مستقر لذلك الكوكب في هذا النظام.
تصنف مدارات الكواكب التي تدور حول نظام ثنائي إلى نوعين، إذا كان للكوكب مدار حول أحد النجمين يطلق عليه مدار من نوع-S، وإذا كان الكوكب يدور حول كِلا النجمين يطلق على مداره مدار من نوع-P، أو مدار "محيط بالثنائي"، وكتقدير يعتقد أن 50-60% من النجوم الثنائية لها القابلية على إستضافة كواكب أرضية صالحة للسكن ضمن مدى المدارات المستقرة.

## كوكب بمدار من نوع-S
للكوكب الذي يدور حول أحد نجمي الثنائي إذا إزدادت المسافة بينه وبين النجم الأساسي الذي يدور حوله إلى حوالي خُمس ({\textstyle 1/5}) مسافة أقرب إقتراب مع النجم الآخر فلا يوجد ما يضمن أن يبقى مدار الكوكب مستقراً. ولا زال من غير الواضح كيف يمكن للكواكب أن تتشكل داخل الأنظمة الثنائية بسبب تداخل قوى الجاذبية للنجمين، لكن أظهر العمل النظري لـ(آلان بوس) في معهد كارنيغي أنه كواكب العمالقة الغازية يمكنها أن تتكون في الأنظمة الثنائية كما تفعل مع النجوم المنفردة.
الدراسات على النظام النجمي الأقرب إلى مجموعتنا الشمس نظام ألفا القنطور يظهر أن البحث عن الثنائيات المناسبة ليس بالأمر الصعب، فنجمي القنطور A وB يملكان مسافة حضيض فاصلة بينهما تقدر بحوالي 11 وحدة فلكية (1.6 بليون كيلومتر)، بمتوسط مسافة بينهما يبلغ 23 وحدة فلكية (3.4 بليون كيلومتر)، لكل نجم منهما منطقة صالحة للحياة خاصة به.
تظهر الدراسات طويلة الأمد لمحاكاة إستقرارية مدارات الكواكب المحتملة لهذا النظام أن ألكواكب التي تقع حتى بعد حوالي 3 وحدة فلكية (450 مليون كيلومتر) عن أي من النجمين قد تبقى مستقرة (بإنحراف في نصف القطر الرئيسي للمدار بأقل من 5%).
المنطقة الصالحة للحياة لنجم ألفا القنطور-A تقع بين 1.37–1.76 وحدة فلكية (205–263 مليون كيلومتر)، والمنطقة الصالحة للحياة للنجم ألفا القنطور-B تمتد بين 0.77–1.14 وحدة فلكية (115–171 مليون كيلومتر)، أي أنها ضمن منطقة المدارات المستقرة لكِلا النجمين.

## كوكب بمدار من نوع-P
بالنسبة للكواكب التي تملك مدار حول نظام نجمي ثنائي فإن الإستقرار المداري ممكن فقط في حالة كانت المسافة الفاصلة بين الكوكب والثنائي أكبر بكثير من المسافة الفاصلة بين نجمي النظام. يمكن تقدير المدار المستقر لهذا النوع بأنه المدار الذي يبعد عن الثنائي بمقدار 2-4 ضعف المسافة الفاصلة بين النجمين، أو المدار ذو الزمن المداري الذي يساوي 3-8 ضعف زمن دوران النظام الثنائي.
تبين أن الكواكب ذات المدار الأقرب إلى الثنائيات في كافة كواكب كيبلر من نوع-P تدور في مدار قريب من الذي تنبأت به الحسابات السابقة، فتملك الكواكب نصف قطر رئيسي بمقدار يتراوح بين 1.09-1.46 ضعف نصف القطر الحرج [الإنجليزية]، يعتقد أن سبب هذا هو كون هجرة الكواكب غير ممكنة بالقرب من نصف القطر الحرج مما يبقي الكوكب خارج هذا النطاق.
كما في حالة الكوكب المسمى كيبلر-47c؛ وهو عملاق غازي يدور ضمن المنطقة الصالحة للحياة في النظام النجمي كيبلر-47.فإذا تشكلت الكواكب المشابهة للأرض أو هاجرت إلى مدار ضمن المنطقة الصالحة للحياة، فستملك القدرة على إبقاء الماء بحالته السائلة بالرغم من التفاعل الديناميكي والإشعاعي مع النجمين في النظام.
حدود الإستقرار للكواكب ذات المدار من النوعين S وP، حول النجوم الثنائية والأنظمة الثلاثية تم تحديدها كدالة للخصائص المدارية للنجوم في كِلتا حالتي الحركة التقدمية والتراجعية.